# Прясло стены Новгородского Кремля между Владимирской и Фёдоровской башнями
Прясло стены между Владимирской и Фёдоровской башнями — памятник архитектуры. Расположен в Великом Новгороде, в северной части Новгородского Кремля.
Выпуклое в плане прясло длиной 112,5 м было построено в конце XV века, вероятно, на основе стены середины того же века. Прясло, подобно прочим, сложено из валунов и плитняка, облицовано кирпичом размерами 24-25,5 x 12,5-13 x 6,5-7,5 см и 30-32 x 15-16 x 8-10 см, с наружной части оно — вертикальная сверху стена (высотой 7-9,5 м) с наклонной цокольной частью, над цоколем идёт горизонтальный кирпичный валик. Зубцы прясла двурогие, высотой 2-2,2 м, над пряслом сделана двускатная кровля. У Фёдоровской башни к стене с внутренней стороны Кремля примыкают отстатки Митрополичьих палат, здание XVII—XIX веков и Никитский корпус. Там, где здания примыкают к пряслу, над боевым ходом сделано помещение с кровлей и кирпичной стенкой с южной стороны, на участке заложены амбразуры и промежутки между зубцами; помещение на 2008 год было хранилищем научной музейной библиотеки, при приспособлении помещения под такое использование в стене примыкающего здания была сделана лестница, на середине высоты которой сохранился узкий наклонный сводчатый канал (предположительно, от нужника). Также с внутренней стороны прясла к западу от Никитского фасада находятся семь арок-ниш, в средней из которых — на 2008 год заложенные ворота конца XVI века; на высоте 2 м над ними сделано сводчатое помещение размерами 1,6 × 1,9 м (предположительно, нужник), по сторонам от ворот — две на 2008 год заложенные бойницы подошвенного пушечного боя. На боевой ход можно зайти по внутристенной лестнице, расположенной около Владимирской башни, ширина стены рядом с башней — от 4,% до 6,6.
В конце XVI века над двурогими зубцами был надстроен каменный боевой ярус с прямоугольными зубцами, старые зубцы были заложены, в месте примыкания Никитского корпуса создан деревянный раскат, разобранный в 1660-е годы при надстройке деревянного яруса над уже существующим (деревянный ярус существовал до начала XVIII века). В середине XVIII века, в 1820-е годы и в 1860 году прясло ремонтировали, при ремонте в 1938 году была починена кладка, укреплены арки. Во время Великой Отечественной войны была повреждена облицовка и кладка зубцов, арки и частично боевой ход над ними были разрушены.
В 1946 году на 60 метрах от Владимирской башни была починена облицовка, в 1954—1956 годах прошли исследования, в 1957 году — реставрация под руководством А. В. Воробьёва в формах конца XV века. Боевой ход был покрыт бетонными плитами, над стеной сделано деревянное покрытие. В 1993—1994 гг. под руководством Н. Н. Кузьминой проведены обмеры прясла и ремонтные работы: выполнена частичная вычинка кладки зубцов, облицовки, внутристенной лестницы, над стеной сооружена двускатная кровля, на боевой площадке поверх бетонных плит сделано покрытие из рубероида.